# جی. سی. آقاجانیان
جی. سی. آقاجانیان (انگلیسی: Joshua "J.C. /Aggie" Agajanian; زاده ۱۶ ژوئن ۱۹۱۳ – درگذشته ۵ مهٔ ۱۹۸۴) چهره بانفوذ در تاریخچه رشته ورزش‌های موتوری در ایالات متحده آمریکا بود.
وی ارمنی‌تبار بود.

## جوایز
- راه‌یافته به تالار مشاهیر انجمن موتورسواران آمریکا در سال ۱۹۹۹